# Chelsea Johnson
Chelsea Johnson (Estados Unidos, 20 de diciembre de 1983) es una atleta estadounidense, especialista en la prueba de salto con pértiga, con la que ha llegado a ser subcampeona mundial en 2009.

## Carrera deportiva
En el Mundial de Berlín 2009 gana la medalla de plata, con un salto de 4,65 metros, quedadno situada en el podio tras la polaca Anna Rogowska y empatada con otra atleta polaca Monika Pyrek.

## Vida sentimental
Actualmente la atleta se encuentra prometida con el dramaturgo Marcos López Sobrino.